# Sigma (Unternehmen)

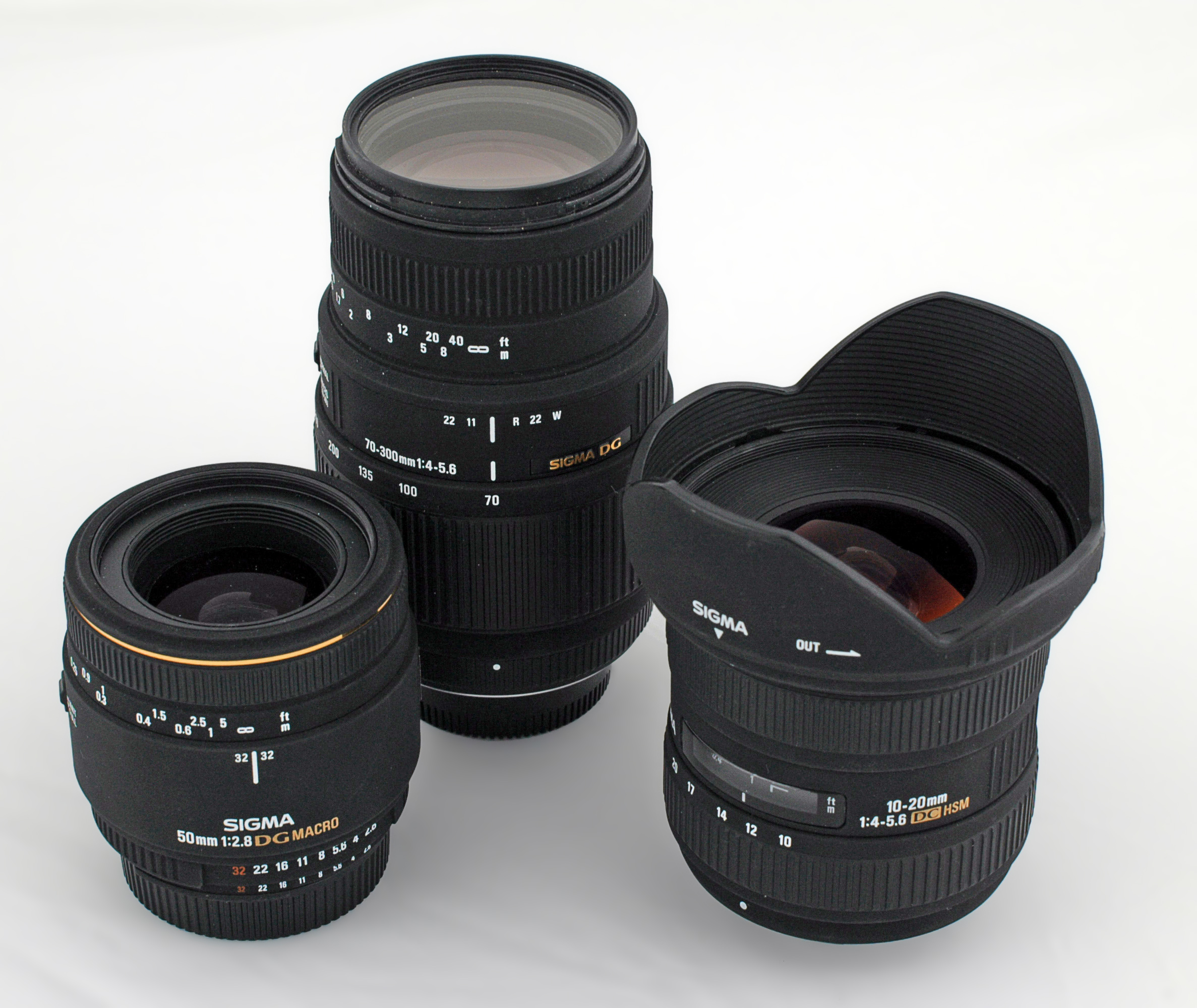
Normal-, Tele- und Weitwinkelobjektive von Sigma

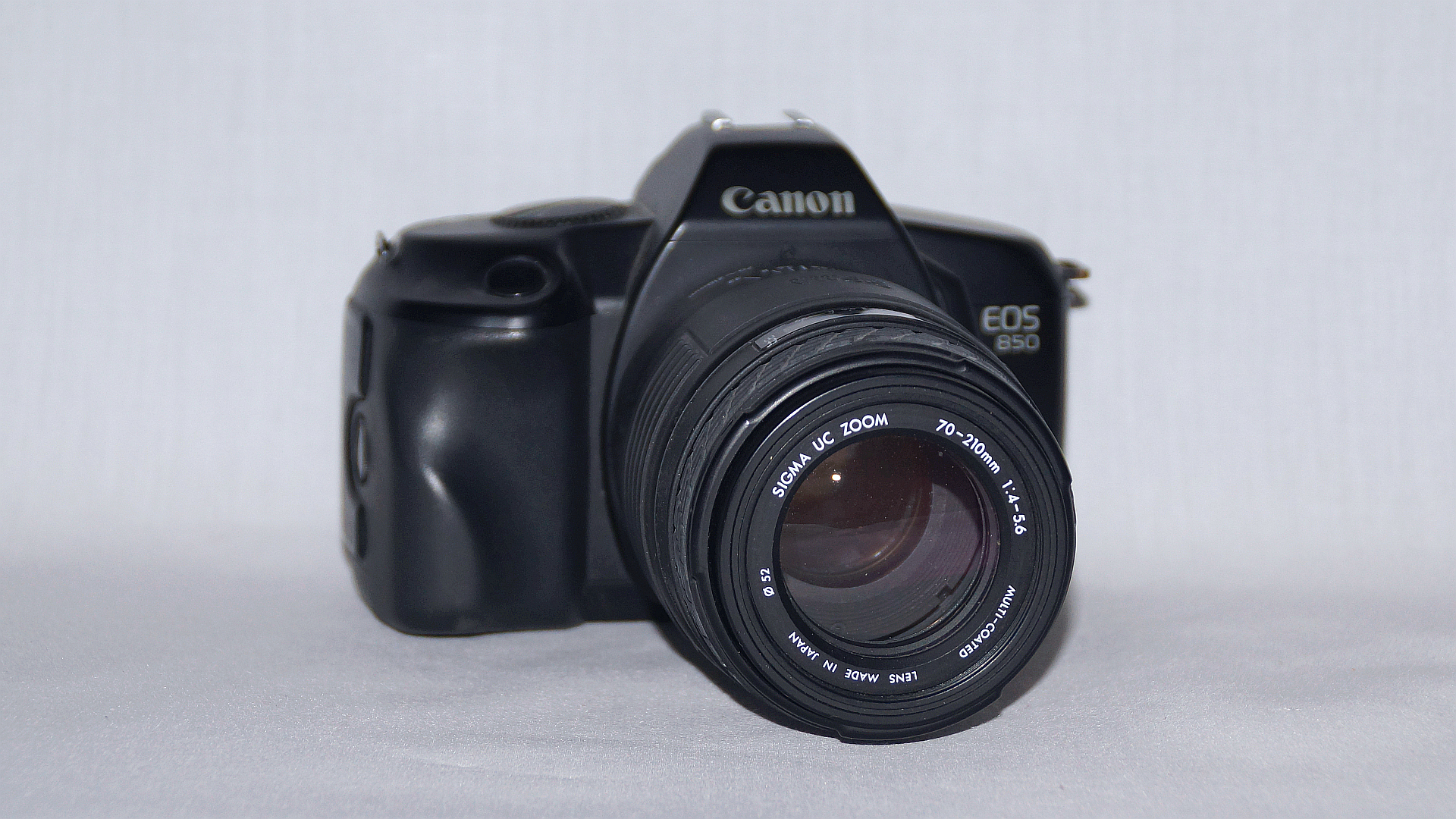
Das Sigma UC zoom 70-210 mm f 1:4-5.6

K.K. Sigma (jap. 株式会社シグマ, Kabushiki-gaisha Shiguma, engl. Sigma Corporation) ist ein japanischer Hersteller von Objektiven, Digitalkameras und Blitzgeräten.
Alle Sigma-Produkte werden in der unternehmenseigenen Aizu-Fabrik in Bandai (Fukushima) hergestellt. Neben der Unternehmenszentrale in Kawasaki (Kanagawa) verfügt Sigma über Niederlassungen in den USA, Hongkong, Singapur, Deutschland, Frankreich, England und den Niederlanden.
Eine technische Besonderheit der Digitalkameras von Sigma ist die Verwendung des Foveon-X3-Bildsensors. Das Unternehmen stellt auch kompatible Produkte für Kameras von Canon, Nikon, Pentax, Sony, Olympus und Panasonic her.

## Geschichte
Sigma wurde am 9. September 1961 von Michihiro Yamaki in Tokio gegründet. Damals war er 28 Jahre alt und arbeitete während seines Studiums in der optischen Industrie. Neben seiner Funktion als CEO bei Sigma war Yamaki auch für andere Unternehmen wie z. B. The Japan Photographic Enterprises Association, Japan Machinery Design Center, Japan Optomechatronics Association, Photographic Society of Japan und Japan Camera Industry Institute geschäftlich tätig. Yamaki erhielt zahlreiche Auszeichnungen wie etwa den Preis „Person of the Year“ der The Photoimaging Manufacturers & Distributors Association (PMDA), den „Hall of Fame“-Preis des International Photographic Council (IPC) sowie den „Golden Photokina Pin“.
Nach dem Bau des Sigma Research Center in Setagaya-ku wurde 1965 ein weiteres Bürogebäude in der Stadt Komae-shi errichtet. Im März 1968 wurde das Unternehmen in eine Aktiengesellschaft umgewandelt, 1970 erfolgte die offizielle Namensgebung in Sigma Corporation. Im November 1973 wurde die erste Aizu Integrated Factory (Produktionsstätte von Sigma) fertiggestellt, zehn Jahre später erfolgte der Bau der zweiten.
1979 wurde unter dem Namen Sigma (Deutschland) GmbH eine deutsche Niederlassung in Rödermark, zwischen Frankfurt am Main und Darmstadt, gegründet. Das Tochterunternehmen wurde 2012 mit dem Gütesiegel „Top Job“ in Duisburg-Nord ausgezeichnet und gilt als einer der besten Arbeitgeber Deutschlands.
Im Jahr 1983 wurden die Tochterunternehmen Sigma Hongkong, ein Jahr später Sigma America, 1991 Sigma Benelux und Sigma Singapur sowie 1993 Sigma France errichtet. Seit 2000 gibt es auch eine Niederlassung in Großbritannien und seit August 2013 eine Tochterfirma in China.

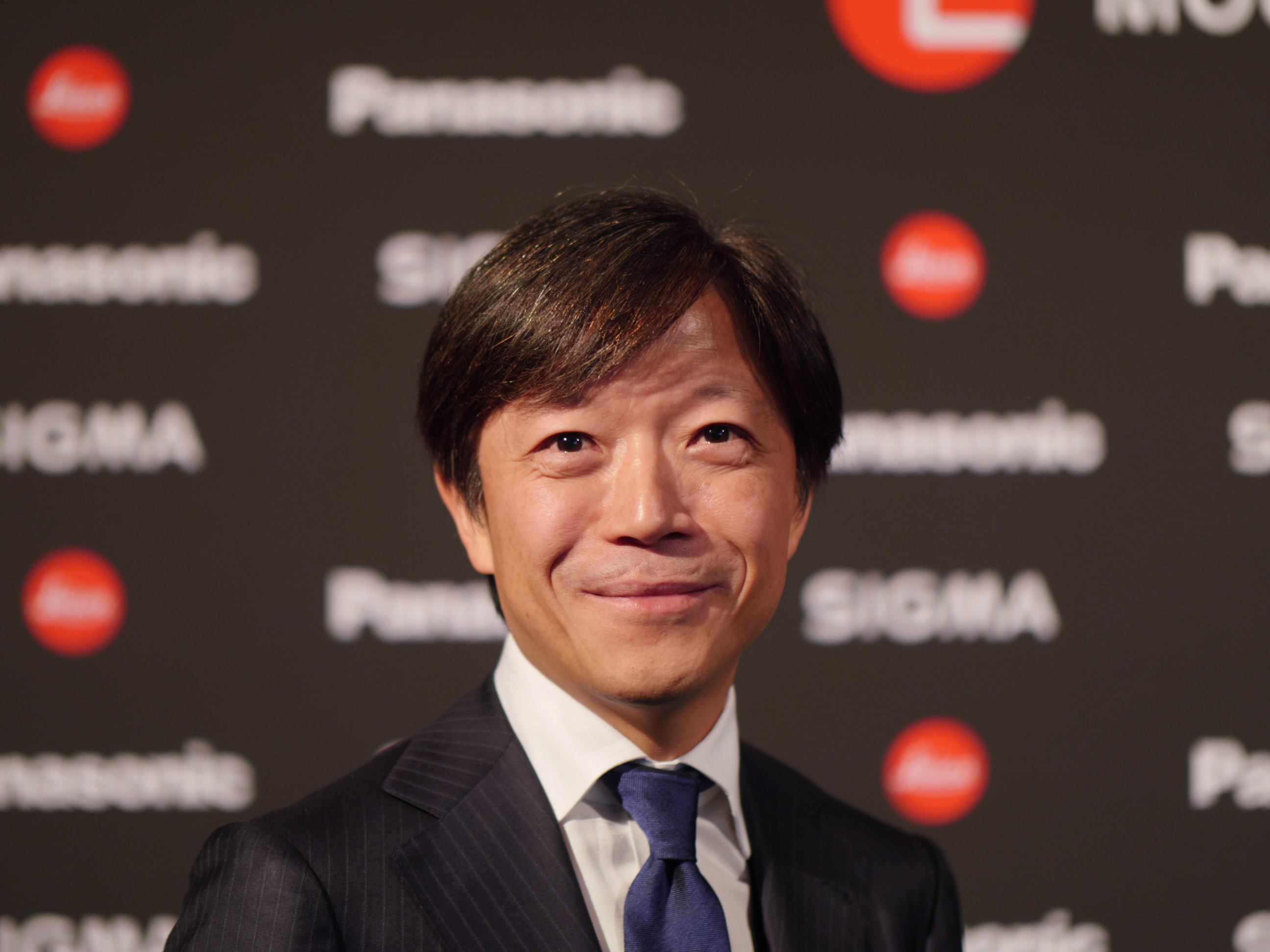
Kazuto Yamaki (CEO von Sigma) am 25. September 2018 auf der photokina in Köln

Firmengründer Michihiro Yamaki starb am 18. Januar 2012 im Alter von 78 Jahren an den Folgen eines Leberkarzinoms. Sein Sohn Kazuto Yamaki übernahm die Leitung des Unternehmens.
Der Firmensitz der Sigma Corporation befindet sich aktuell in Kawasaki (Kanagawa). Das Unternehmen beschäftigt insgesamt 896 Angestellte. Im Jahr 2014 verfügte Sigma über ein Gesamtkapital von 100 Millionen Yen und erwirtschaftete einen Jahresumsatz von insgesamt 33,4 Milliarden Yen.

### Produkthistorie 35-mm-Film
| Modell         | Typ           | Bajonett              | Objektiv          | Jahr | Verschlusszeiten       |
| -------------- | ------------- | --------------------- | ----------------- | ---- | ---------------------- |
| Mark-1         | SLR           | М42-Schraubverschluss | -                 | 1976 | 1/1000 – Bulb          |
| SA-1 ZoomMan   | SLR           | PK-Bajonett           | -                 | 1983 | 1/1000 – Bulb          |
| AF35D-TF       | Kompaktkamera | -                     | 36 mm f2,8        | 1986 |                        |
| 35AF zoom      | Kompaktkamera | -                     | 35-70 mm f3,5-6,7 | 1989 | 1/500 – 2 Sek.         |
| 28AF zoom      | Kompaktkamera | -                     | 28-50 mm f4,3-7   | 1990 | 1/500 – 2 Sek.         |
| 50AF zoom      | Kompaktkamera | -                     | 50-100 mm f4,3-8  | 1990 | 1/500 – 2 Sek.         |
| ZOOM SUPER 70  | Kompaktkamera | -                     | 35-70 mm f3,5-6,7 | 1991 | 1/500 – 1 Sek.         |
| ZOOM SUPER 100 | Kompaktkamera | -                     | 50-100 mm f4,3-8  | 1991 | 1/500 – 1 Sek.         |
| SA-300         | SLR           | SA-Bajonett           | -                 | 1992 | 1/4000 – 30 Sek., Bulb |
| SA-300n        | SLR           | SA-Bajonett           | -                 | 1994 | 1/4000 – 30 Sek., Bulb |
| SA-5           | SLR           | SA-Bajonett           | -                 | 1997 | 1/4000 – 30 Sek., Bulb |
| SA-7           | SLR           | SA-Bajonett           | -                 | 2001 | 1/2000 – 30 Sek., Bulb |
| SA-9           | SLR           | SA-Bajonett           | -                 | 2001 | 1/8000 – 30 Sek., Bulb |
| SA-7n          | SLR           | SA-Bajonett           | -                 | 2003 | 1/2000 – 30 Sek., Bulb |
| SA-9QD         | SLR           | SA-Bajonett           | -                 | 2003 | 1/8000 – 30 Sek., Bulb |

### Produkthistorie Digitalkameras
| Modell       | Typ                      | Bajonett    | Objektiv     | Jahr        | Crop | Bildprozessor                 | Auflösung in Megapixel (Ausgabe/Effektiv/Total) | Verschlusszeiten                                            |
| ------------ | ------------------------ | ----------- | ------------ | ----------- | ---- | ----------------------------- | ----------------------------------------------- | ----------------------------------------------------------- |
| SD9          | DSLR                     | SA-Bajonett | -            | 2002        | 1,7  | Foveon                        | 3,4 / 10,28                                     | 1/6000 - 15 Sek.                                            |
| SD10         | DSLR                     | SA-Bajonett | -            | 2004        | 1,7  | Foveon                        | 3,4 / 10,2                                      | 1/6000 - 15 Sek. (Im Extended Mode: 1/6000 - 30 Sek., Bulb) |
| SD14         | DSLR                     | SA-Bajonett | -            | 2007 (2006) | 1,7  | dual-core Blackfin ADSP-BF561 | 4,65 / 14,06 / 14,45                            | 1/4000 - 30 Sek., Bulb                                      |
| DP1          | Kompaktkamera            | -           | 16,6 mm f4   | 2008        | 1,7  | TRUE                          | 4,65 / 14,06 / 14,45                            | 1/1000 - 15 Sek.                                            |
| DP2          | Kompaktkamera            | -           | 24,2 mm f2,8 | 2009        | 1,7  | TRUE II                       | 4,65 / 14,06 / 14,45                            | 1/2000 - 15 Sek.                                            |
| DP1s         | Kompaktkamera            | -           | 16,6 mm f4   | 2009        | 1,7  | TRUE II                       | 4,65 / 14,06 / 14,45                            | 1/2000 - 15 Sek.                                            |
| DP1x         | Kompaktkamera            | -           | 16,6 mm f4   | 2010        | 1,7  | TRUE II                       | 4,65 / 14,06 / 14,45                            | 1/2000 - 15 Sek.                                            |
| DP2s         | Kompaktkamera            | -           | 24,2 mm f2,8 | 2010        | 1,7  | TRUE II                       | 4,65 / 14,06 / 14,45                            | 1/2000 - 15 Sek.                                            |
| DP2x         | Kompaktkamera            | -           | 24,2 mm f2,8 | 2010        | 1,7  | TRUE II                       | 4,65 / 14,06 / 14,45                            | 1/2000 - 15 Sek.                                            |
| SD15         | DSLR                     | SA-Bajonett | -            | 2010 (2009) | 1,7  | TRUE II                       | 4,65 / 14,06 / 14,45                            | 1/4000 - 30 Sek., Bulb (Im Extended Mode: Max. 2 Min.)      |
| SD1          | DSLR                     | SA-Bajonett | -            | 2011        | 1,5  | Dual TRUE II                  | 14,8 / 46 / 48                                  | 1/8000 - 30 Sek., Bulb (Im Extended Mode: Max. 2 Min.)      |
| DP1 Merrill  | Kompaktkamera            | -           | 19 mm f2,8   | 2012        | 1,5  | Dual TRUE II                  | 14,8 / 46 / 48                                  | 1/2000 - 30 Sek.                                            |
| DP2 Merrill  | Kompaktkamera            | -           | 30 mm f2,8   | 2012        | 1,5  | Dual TRUE II                  | 14,8 / 46 / 48                                  | 1/2000 - 30 Sek.                                            |
| SD1 Merrill  | DSLR                     | SA-Bajonett | -            | 2012        | 1,5  | Dual TRUE II                  | 14,8 / 46 / 48                                  | 1/8000 - 30 Sek., Bulb (Im Extended Mode: Max. 2 Min.)      |
| DP3 Merrill  | Kompaktkamera            | -           | 50 mm f2,8   | 2013        | 1,5  | Dual TRUE II                  | 14,8 / 46 / 48                                  | 1/2000 - 30 Sek.                                            |
| dp0 Quattro  | Kompaktkamera            | -           | 14 mm f4     | 2015        | 1,5  | TRUE III                      | 19,6 / 29 / 33                                  | 1/2000 - 30 Sek.                                            |
| dp1 Quattro  | Kompaktkamera            | -           | 19 mm f2,8   | 2014        | 1,5  | TRUE III                      | 19,6 / 29 / 33                                  | 1/2000 - 30 Sek.                                            |
| dp2 Quattro  | Kompaktkamera            | -           | 30 mm f2,8   | 2014        | 1,5  | TRUE III                      | 19,6 / 29 / 33                                  | 1/2000 - 30 Sek.                                            |
| dp3 Quattro  | Kompaktkamera            | -           | 50 mm f2,8   | 2015        | 1,5  | TRUE III                      | 19,6 / 29 / 33                                  | 1/2000 - 30 Sek.                                            |
| sd Quattro   | spiegellose Systemkamera | SA-Bajonett | -            | 2016        | 1,5  | Dual TRUE III                 | 19,6 / 29 / 33                                  | 1/4000 - 30 Sek., Bulb (Im Extended Mode: Max. 2 Min.)      |
| sd Quattro H | spiegellose Systemkamera | SA-Bajonett | -            | 2016        | 1,3  | Dual TRUE III                 | 25,7 / 38,6 / 44,7                              | 1/4000 - 30 Sek., Bulb (Im Extended Mode: Max. 2 Min.)      |
| Sigma fp     | spiegellose Systemkamera | L-Mount     | -            | 2020?       | 1,0  | CMOS (Bayer)                  | 25,7 / 24,6 / ?                                 | 1/8000 - 30 Sek.                                            |
| Sigma fp L   | spiegellose Systemkamera | L-Mount     | -            | 2021        | 1,0  | CMOS (Bayer)                  | 62,4 / 61,0 / ?                                 | 1/8000 - 30 Sek.                                            |
| Sigma BF     | spiegellose Systemkamera | L-Mount     | -            | 2025        | 1,0  | CMOS                          | ~24 / 24,6 / 25,3                               | 1/25600 - 30 Sek., Bulb: max. 5 Min.                        |

## Produkte
Sigma produziert Wechselobjektive für Kamerasysteme unterschiedlicher Hersteller. Dabei werden im eigenen Werk in Aizu täglich etwa viertausend Objektive hergestellt. Sigma stellt auch digitale Spiegelreflexkameras mit proprietärem Sigma-SA-Objektivbajonett her. Seit 2008 bietet Sigma mit der DP1 als erster Hersteller eine digitale Kompaktkamera mit großem Bildsensor im APS-C-Format an. Die digitalen Kameras sind mit dem Foveon-X3-Bildsensor ausgestattet; dieser Sensor fand ansonsten bisher kaum Verwendung.

### Kameras

#### Sigma SD1 Merrill

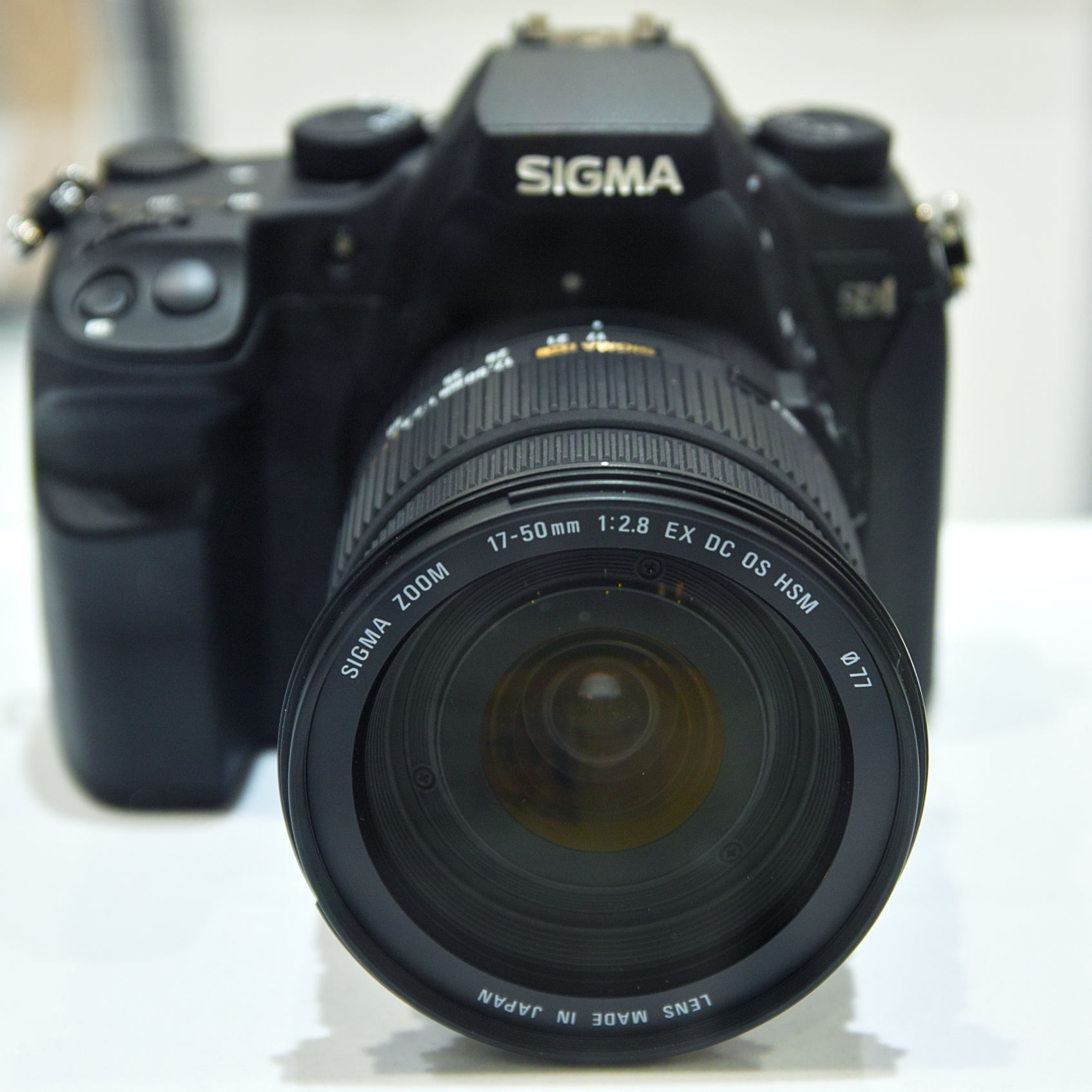
Die Sigma-SD1-Merrill-Spiegelreflexkamera

Die Sigma SD1 Merrill ist eine digitale Spiegelreflexkamera mit 46 effektiven Megapixel (4800×3200×3 Schichten) und 44 aufnehmenden Megapixel (4.704×3.136×3 Schichten). Die Kamera ist mit einem Foveon-X3-Bildsensor ausgestattet, wodurch laut Hersteller nicht nur feine Farbabstufungen garantiert werden, sondern auch jedes Bild einen räumlichen Charakter erhalten soll.
Zur weiteren Ausstattung der SD1 Merrill zählen ein Autofokus-System mit 11-Felder-Doppelkreuz-Sensor, ein 3.0-Zoll-TFT-Farbmonitor, der eine Auflösung von etwa 460.000 Pixeln besitzt, sowie eine individualisierbare Benutzeroberfläche mit Quick-Set-Menü. Die Kamera kann mit über 40 Sigma-Objektiven verwendet werden, darunter Ultra-Weitwinkel-, Ultra-Tele-, Makro- und Fisheye-Objektive.

#### Sigma dp0 Quattro
Die dp0 Quattro verfügt wie auch die anderen Kameras der dp-Quattro-Reihe über den neuen Foveon-X3-Sensor, welcher in drei Ebenen Licht der Grundfarben aufnehmen kann. Das Design unterscheidet sich von den anderen Kameras und verfügt über ein recht großes 14-mm-Objektiv (21 mm auf einer Kleinbildkamera). Durch das Weitwinkelobjektiv eignet sich die dp0 Quattro besonders für Landschaftsaufnahmen. Sie verfügt über eine Auflösung von 33 physikalischen bzw. 29 effektiven Megapixeln. Es können sowohl JPG als auch Fotos in RAW gemacht werden. Die dp0 Quattro verfügt über keine Videofunktion.

#### Sigma dp1 Quattro

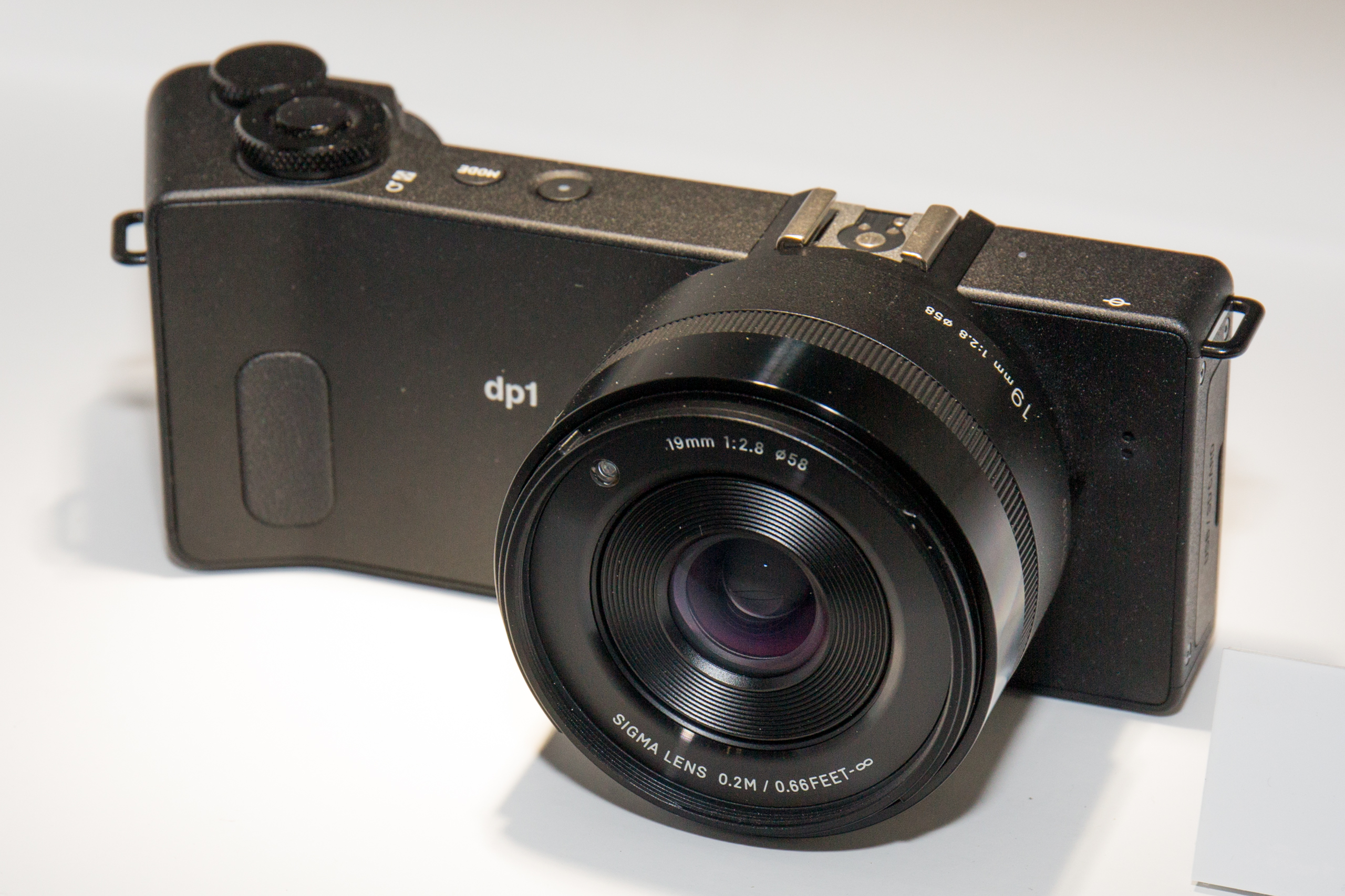
Die SIGMA dp1 Quattro mit einer Brennweite von 19 mm

Auf der Photokina 2014 stellte das Unternehmen die dp1 Quattro vor. Die dp1 Quattro eignet sich mit einer Brennweite von 19 mm (das entspricht 28 mm auf einer 35-mm-SLR-Kamera) besonders für Weitwinkelfotografie. Zudem ist sie mit einer Blende von F2.8 besonders lichtstark.
Die dp1 Quattro ist ebenfalls mit dem Foveon-X3-Sensor ausgestattet, der mit seinen verschiedenen Schichten alle Informationen des sichtbaren Lichtes einfangen kann. Die Kamera verfügt außerdem über eine Auflösung von 39 Megapixel. Die Lichtempfindlichkeit geht bis ISO 6400 und kann in 1/3 EV-Stufen eingestellt werden.
Das Gehäuse besteht aus einer Magnesiumlegierung und das Design entspricht dem der dp2 Quattro. Die Fotos können auf einem 3 Zoll großen Monitor mit 920.000 Bildpunkten Auflösung angeschaut werden.

#### Sigma dp2 Quattro

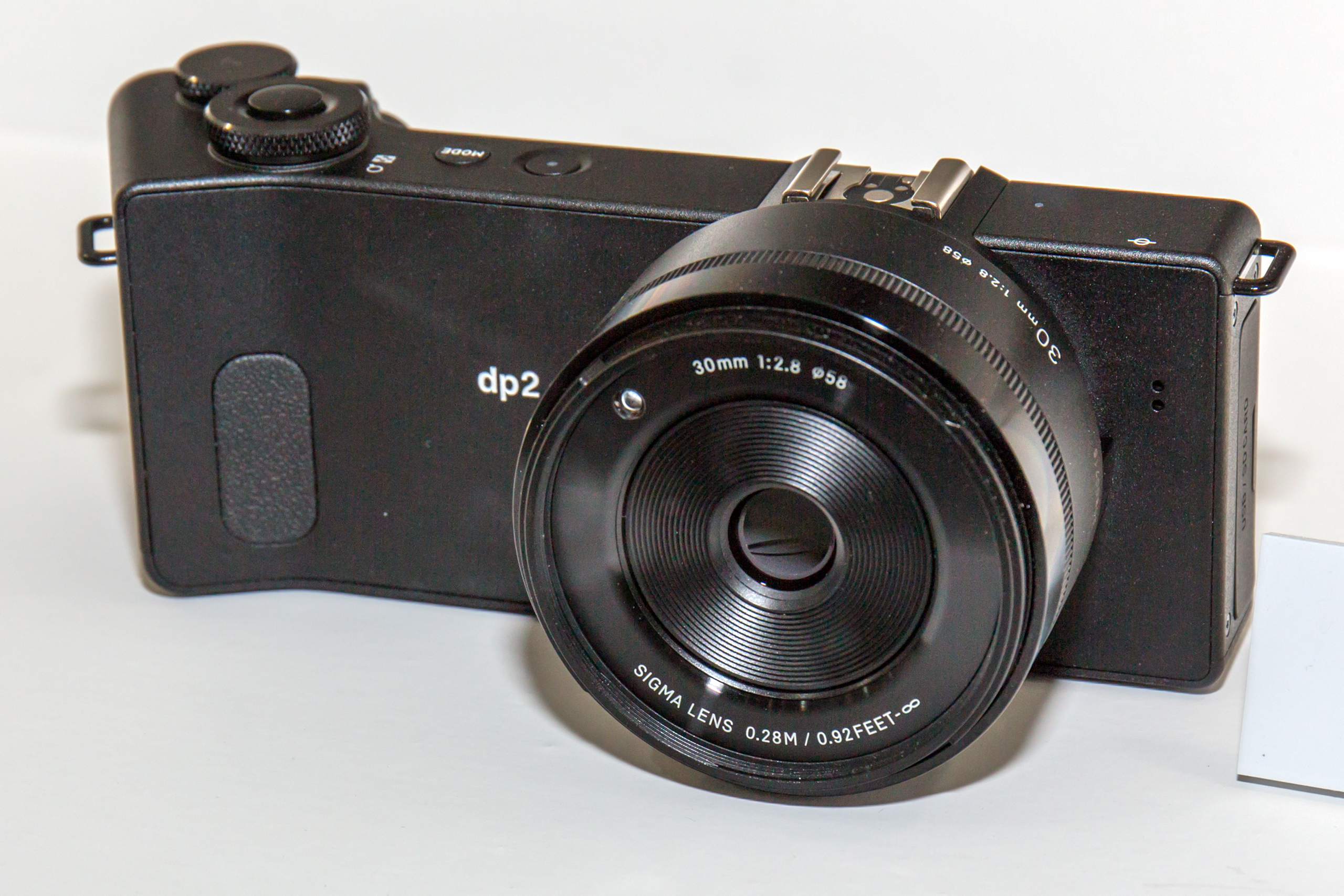
Die Sigma dp2 Quattro mit Foveon-Sensor

Mit der Sigma dp2 Quattro ist ein neues Konzept hochauflösender Kompaktkameras mit der nächsten Generation des Foveon-X3-Direktbildsensors entstanden. Die Größe bleibt beim Foveon X3 Quattro mit nach wie vor 23,5 × 15,7 mm gleich, geändert hat sich allerdings die Anzahl blauer Lichtdetektoren. Im Vergleich zu den darunterliegenden roten und grünen weist der Sensor viermal mehr blaue Dioden auf. Im Unterschied zur vorigen Generation hat sich dadurch neben einer um 30 Prozent gesteigerten Auflösung von effektiv rund 29 Megapixel insbesondere die höhere Lichtempfindlichkeit bis nunmehr ISO 6400 weiterentwickelt.
Die dp2 Quattro besitzt ein Objektiv mit fester Brennweite von 30 mm (ca. 45 mm KB äquivalent) sowie eine maximale Blendenöffnung von F2,8. Durch das grundsätzlich neu konzipierte Design mit ausgeformtem Handgriff, der gleichzeitig Platz für den neuen BP-51 Akku bietet, soll die Handhabung der Kamera verbessert werden. Der neu verbaute Bildverarbeitungsprozessor Tru (Three-layer Responsive Ultimate Engine) III sorgt zudem für schnellere und rauschärmere Bildentwicklung.
Die Sigma-DP-Reihe soll laut Herstellerangaben zudem um die dp1 sowie die dp3 Quattro ergänzt werden. Auch bei diesen Modellen werden die neue Sensorgeneration und das neu konzipierte Design übernommen.

#### Sigma dp3 Quattro

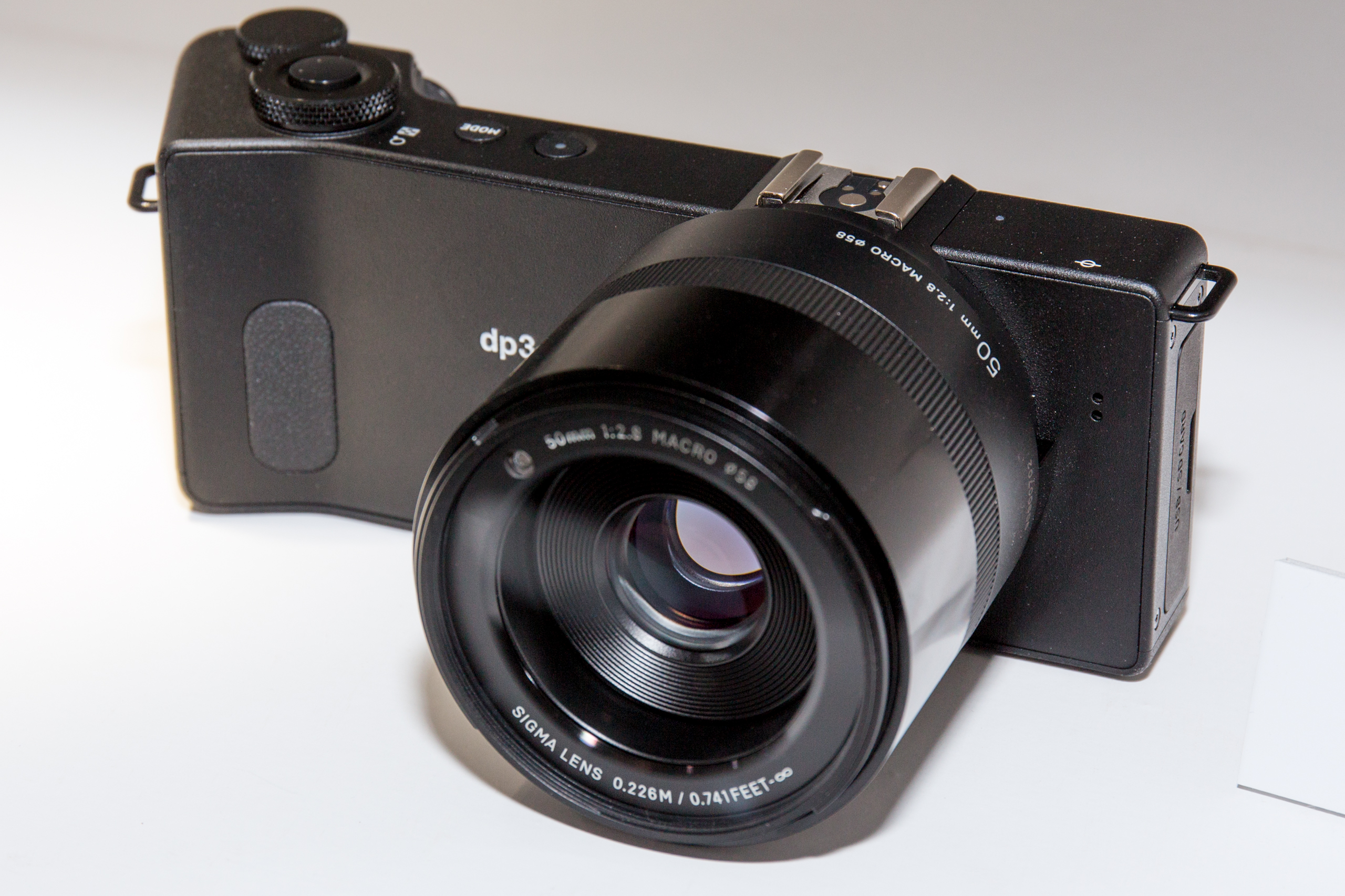
dp3 Quattro mit einem 50-mm-Objektiv

Die dp3 Quattro besitzt ein 50-mm-Objektiv mit einer maximalen Blendenöffnung von 2,8. Das Objektiv entspricht 75 Millimetern an einer Kleinbildkamera und ist daher ein leichtes Teleobjektiv, welches sich außerdem durch den Abbildungsmaßstab von 1:3 auch für Makrofotografie eignet. Durch das SLD-Glaselement sowie eine blankgepresste asphärische Linse sollen Abbildungsfehler vermindert werden. Wie bereits die anderen Modelle der dp Quattro-Reihe verfügt auch die dp3 Quattro über den verbesserten Foveon X3 Sensor.

#### Sigma DP1 Merrill

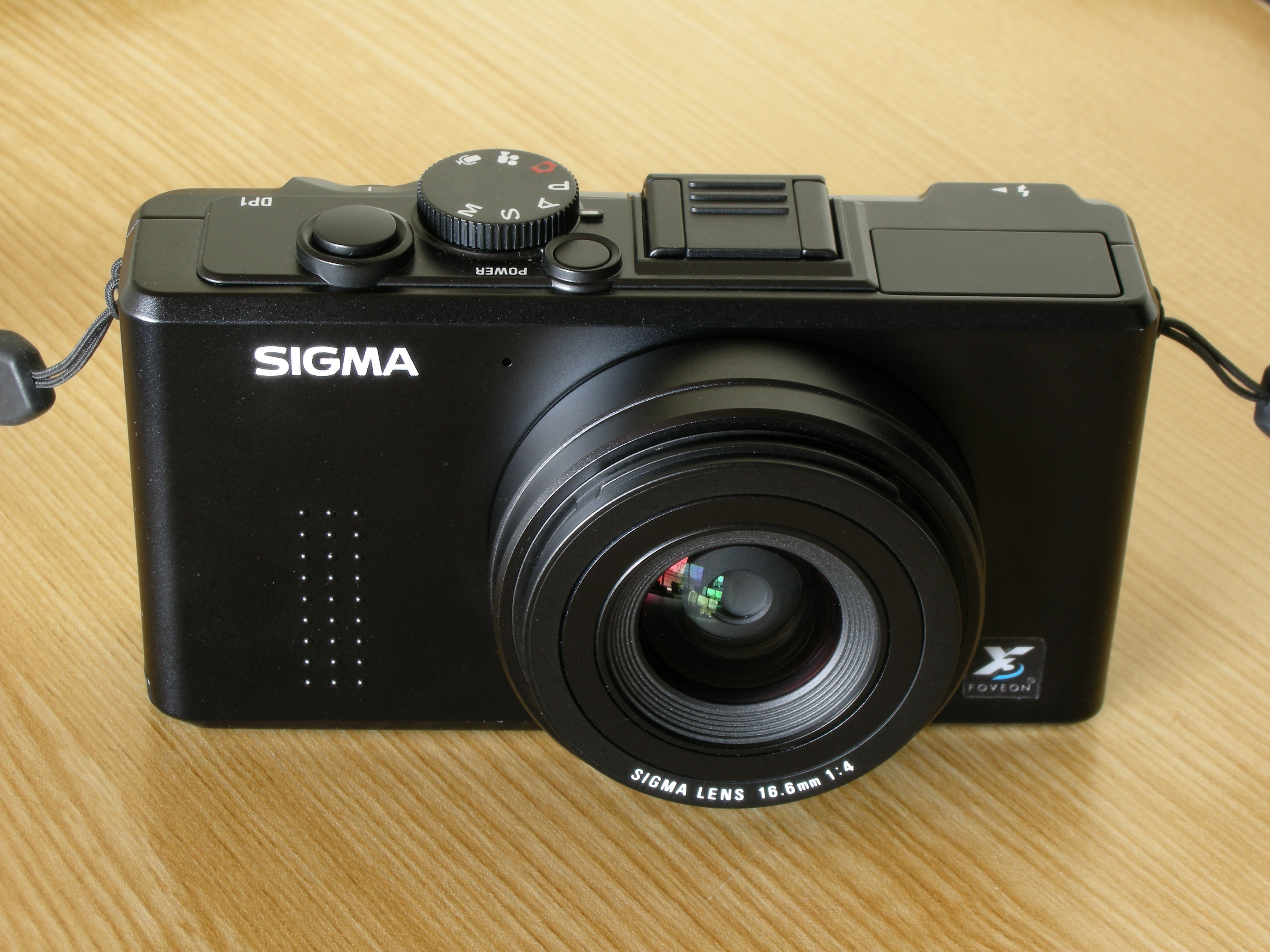
Kompaktkamera Sigma DP1

Die Sigma DP1 Merrill ist das neueste Modell aus der Sigma DP1-Serie. Die Digitalkamera ist mit einem fix montierten 19-mm-Festbrennweite-Weitwinkel-Objektiv ausgestattet und verfügt über einen Foveon-X3-Bildsensor. Die maximale Bildauflösung erreicht 46 Megapixel (4.800×3.200×3 Schichten), Filmsequenzen können in VGA-Qualität (640×480 Pixel) erstellt werden.
Die DP1 Merrill ist mit einem 3-Zoll-TFT-Farbmonitor ausgestattet, der eine Auflösung von etwa 920.000 Pixeln besitzt. Weiters steht ein manueller Fokus zur Verfügung und über das Quick Set Menü können individuelle Benutzereinstellungen vorgenommen werden.

#### Sigma DP2 Merrill

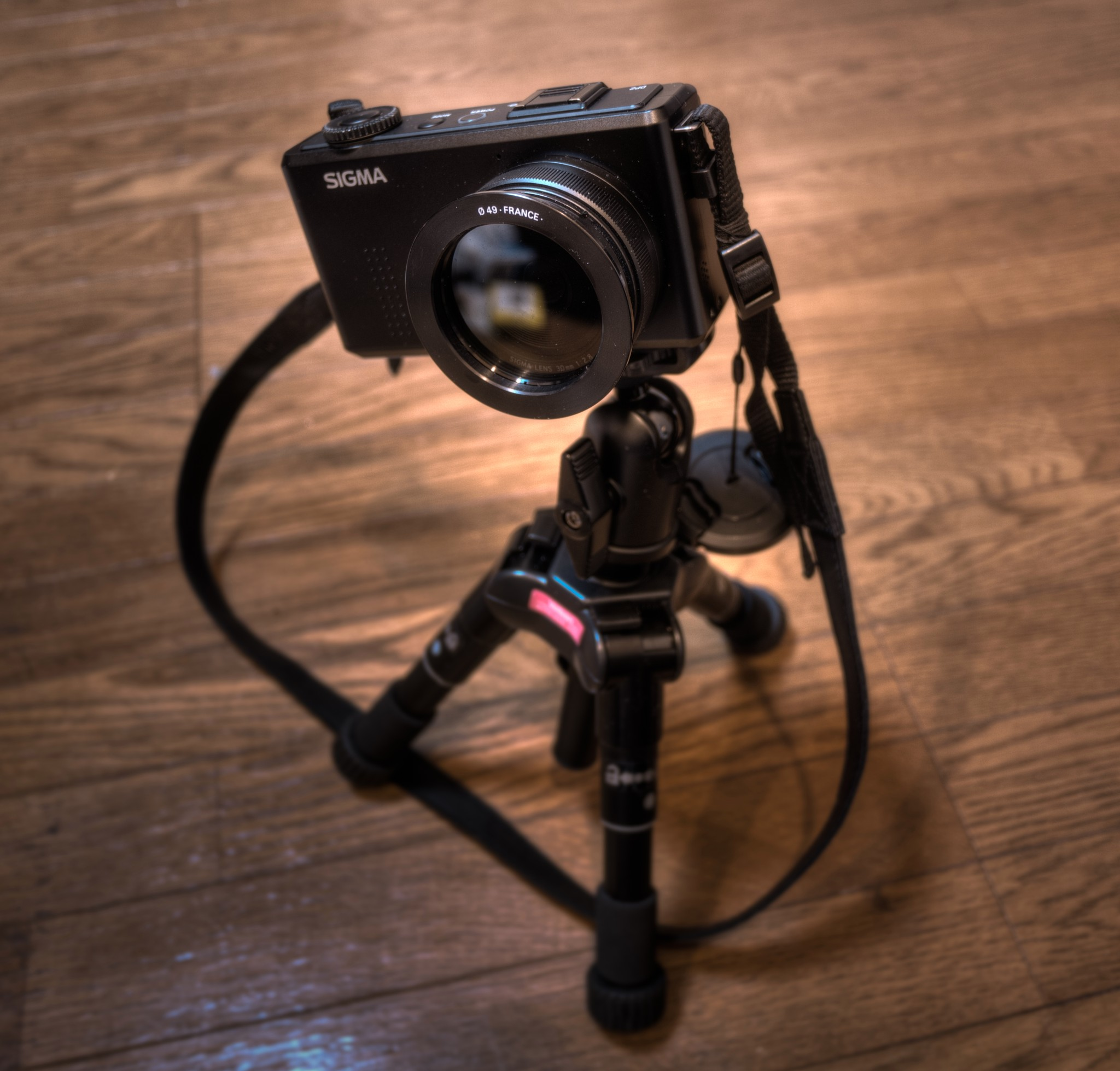
Die Sigma DP2 Merrill mit Foveon-Sensor

Die Sigma DP2 Merrill ist das neueste Modell aus der Sigma DP2-Serie und verfügt weitgehend über dieselbe Ausstattung wie die Sigma DP1 Merrill. Im Gegensatz zur DP1 besitzt die DP2 jedoch ein fix verbautes 30-mm-Festbrennweiten-Standardobjektiv.

#### Sigma DP3 Merrill
Während die DP1 Merrill für Weitwinkelaufnahmen und die DP2 Merrill für den Standardbereich ausgelegt ist, soll die DP3 den mittleren Tele- und Makrobereich abdecken und damit die DP-Reihe komplettieren. Die technische Ausstattung dieser Digitalkamera entspricht weitgehend jener der Schwesternmodelle, wobei sie über ein fix verbautes 50-mm-Festbrennweite-Teleobjektiv verfügt.

#### Sigma sd Quattro
Spiegellose Systemkamera mit einem APS-C-Sensor (eff. 33 MP) aus der dp-Quattro-Reihe, die mit den Sigma SA-Wechselobjektiven bestückt wird.

#### Sigma sd Quattro H
Spiegellose Systemkamera mit einem APS-H-Sensor (eff. 45MP) nach dem neuen Prinzip der dp-Quattro-Reihe, die mit den Sigma-SA-Wechselobjektiven bestückt wird.

#### Sigma fp
Die kompakte Kameragehäuse Sigma fp besitzt einen hochauflösenden 35-Millimeter-Vollformat-Bildsensor mit 24,6 effektiven Megapixeln. Es ist (Stand Februar 2020) das kleinste und leichteste auf dem Markt erhältliche digitale Kameragehäuse mit einem solchen Bildsensor. Sigma verfolgt mit dem Modell das Prinzip einer modularen Kamera: die minimalistische Kamera hat weder einen eingebauten Sucher noch einen Blitzschuh oder eingebauten Blitz, sondern diese können individuell als Zubehör nachgerüstet werden. Auch einen Handgriff gibt es nur als zusätzliches Zubehör.

#### Sigma fp L
Im März 2021 wurde die Variante Sigma fp L als Mini-Systemkamera mit 61 MP auch für Filmer mit HDR 10 und 12 Bit vorgestellt. Wie bei der Schwester fp wird hier ein CMOS-Bayer-Sensor im Vollformat mit nun erheblich höherer Auflösung eingesetzt. Damit wurde hier der Sonderweg mit Foveon-Sensoren verlassen.

#### Sigma BF
Ende Februar 2025 stellte Sigma die minimalistische Vollformat-Systemkamera Sigma BF vor. Die mit 24 MP auflösende Kamera fand insbesondere wegen der puristischen Bedienelemente und des aus einem Aluminiumwerkstück gefrästen Gehäuses mediale Beachtung. Die Sigma BF verfügt über kaum Schnittstellen; Fotos und Videos werden auf einem 230 GB großen internen Speicher hinterlegt, der über eine USB-C-Schnittstelle erweitert werden kann.

### Objektive
Sigma bietet Weitwinkel-, Standard-, Tele- und Makro-Objektive für Vollformat-Kameras und Kameras im APS-C-Format an. Das Unternehmen stellt nicht nur Objektive für Sigma-Kameras, sondern auch für die Marken Canon, Nikon, Sony, Pentax, LUMIX, Leica und für Micro Four Thirds her.

#### Produktlinien
Auf der photokina 2012 stellte Sigma drei Produktlinien vor, in die zukünftig die Objektive gruppiert werden: Bei den Linien C (contemporary), A (art) und S (sports) werden die Objektive nicht bezüglich ihrer Festbrennweite unterteilt, sondern auf Grund ihrer Verwendungsart.
- Die Linie C (contemporary) umfasst Standard-, Tele- und Superzoom-Objektive, welche eine besonders kompakte Bauweise aufweisen. Als Allrounder eignen sie sich beispielsweise für Landschaftsaufnahmen, Familienfotos und Schnappschüsse.
- Unter Linie A (art) fallen Objektive für den künstlerischen Anspruch, etwa lichtstarke Festbrennweiten, Weitwinkel-, Fisheye- und Makro-Objektive. Sie sollen sich besonders für Studiofotografie, Architektur- und Astroaufnahmen eignen.
- Die Linie S (sports) umfasst Objektive, die für Sportaufnahmen geeignet sind, also Tele- und Supertele-Objektive.

#### Bezeichnungen
ASPAsphärische Linse(n)
APOApochromatisches Objektiv
CONV.Telekonverter. Objektive dieses Typs können mit 1,4- oder 2-fach-APO-EX-DG-Telekonvertern kombiniert werden.
DCDigital Compact. Objektive, die für Kameras mit APS-C-Sensor ausgelegt sind.
DGDigital Grade. Objektive für Vollformat-Kameras
DNDigital Neo. Objektive für spiegellose Wechselobjektiv-Kameras
EXExcellence. Besonders hochwertige Objektivserie
FLDFlow Dispersion Glas. Dabei handelt es sich um Glas niedriger Dispersion mit extrem hoher Lichtdurchlässigkeit.
HSMHyper-Sonic Motor. Im Objektiv verbauter Motor, der durch Ultraschallwellen angetrieben wird und eine nahezu lautlose automatische Scharfstellung ermöglichen soll.
IFInnenfokussierung. Beim Fokussieren werden nur eine oder mehrere Linsengruppen im Inneren des Objektivs bewegt.
OSOptischer Stabilisator. Im Objektiv eingebaute Sensoren gleichen – im Zusammenspiel mit einem beweglich aufgehängten Linsenelement – Kamerabewegungen aus, um eine Verwacklungsunschärfe zu verhindern.
RFRear Focusing bzw. Hinterlinsen-Fokussierung. Zur Scharfstellung wird nur die hintere Linsengruppe bewegt.

#### Weitwinkel

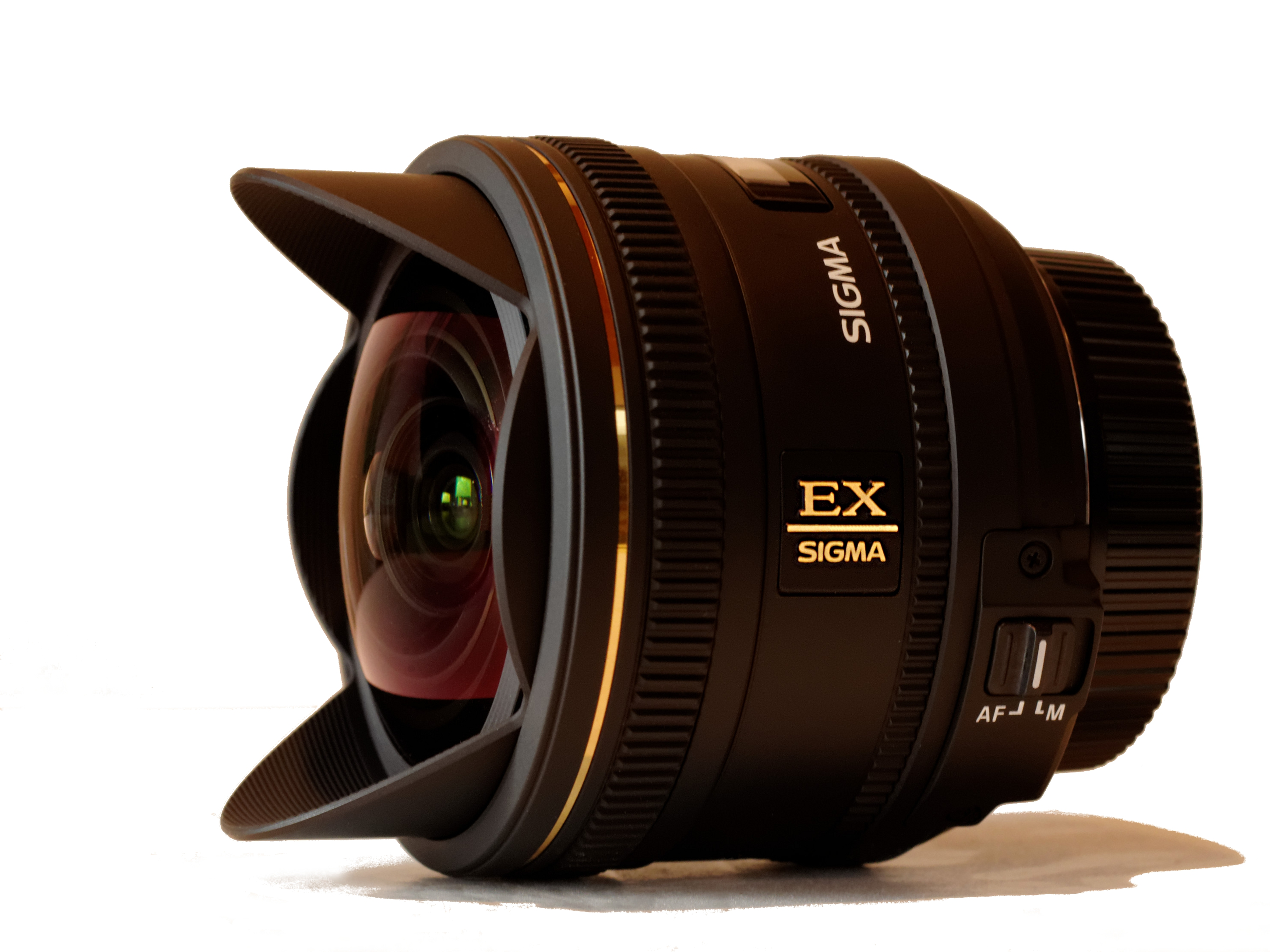
Das Sigma-10-mm-F2,8-Fisheye

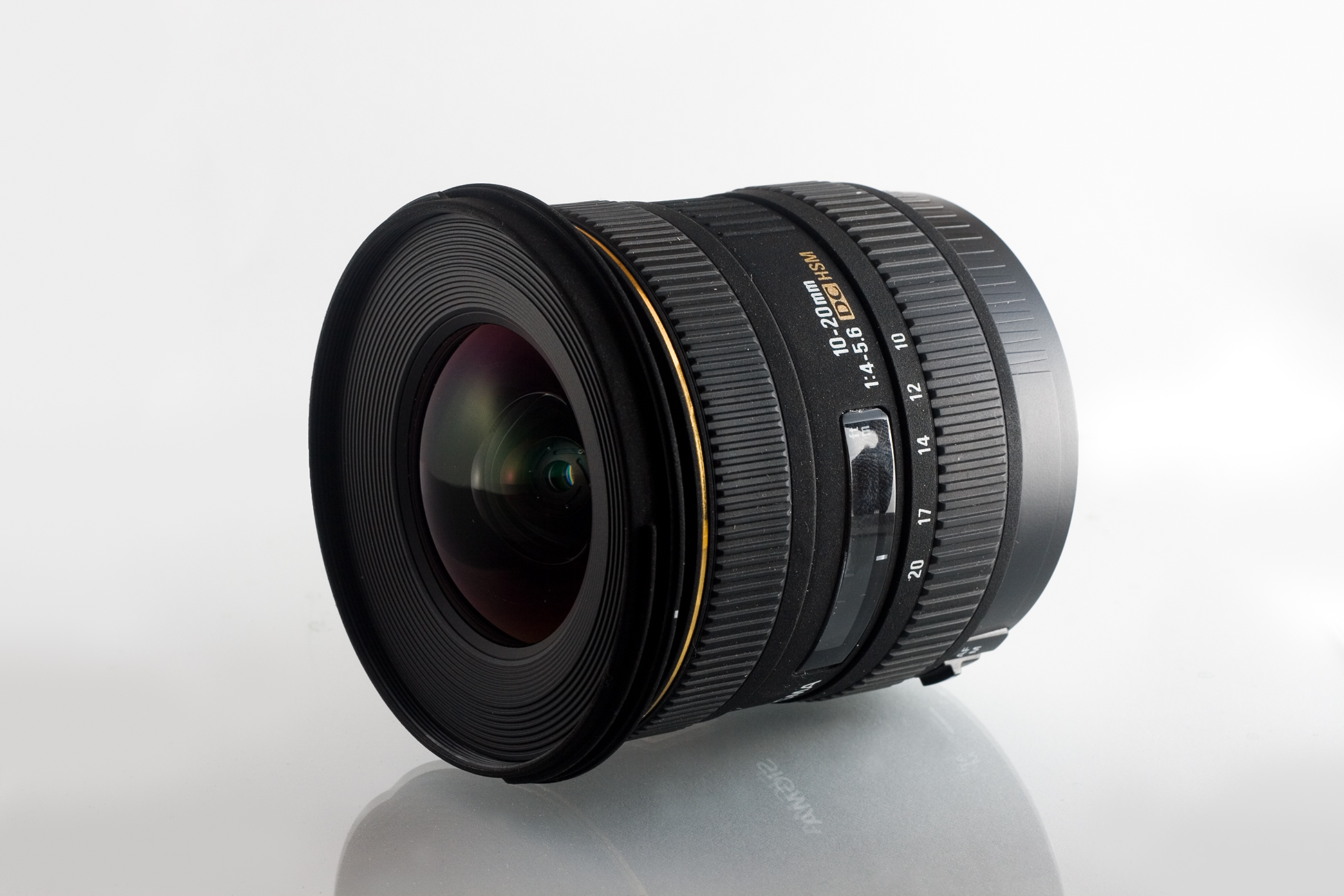
Weitwinkelobjektiv Sigma 10-20mm F4-5.6 EX DC / HSM

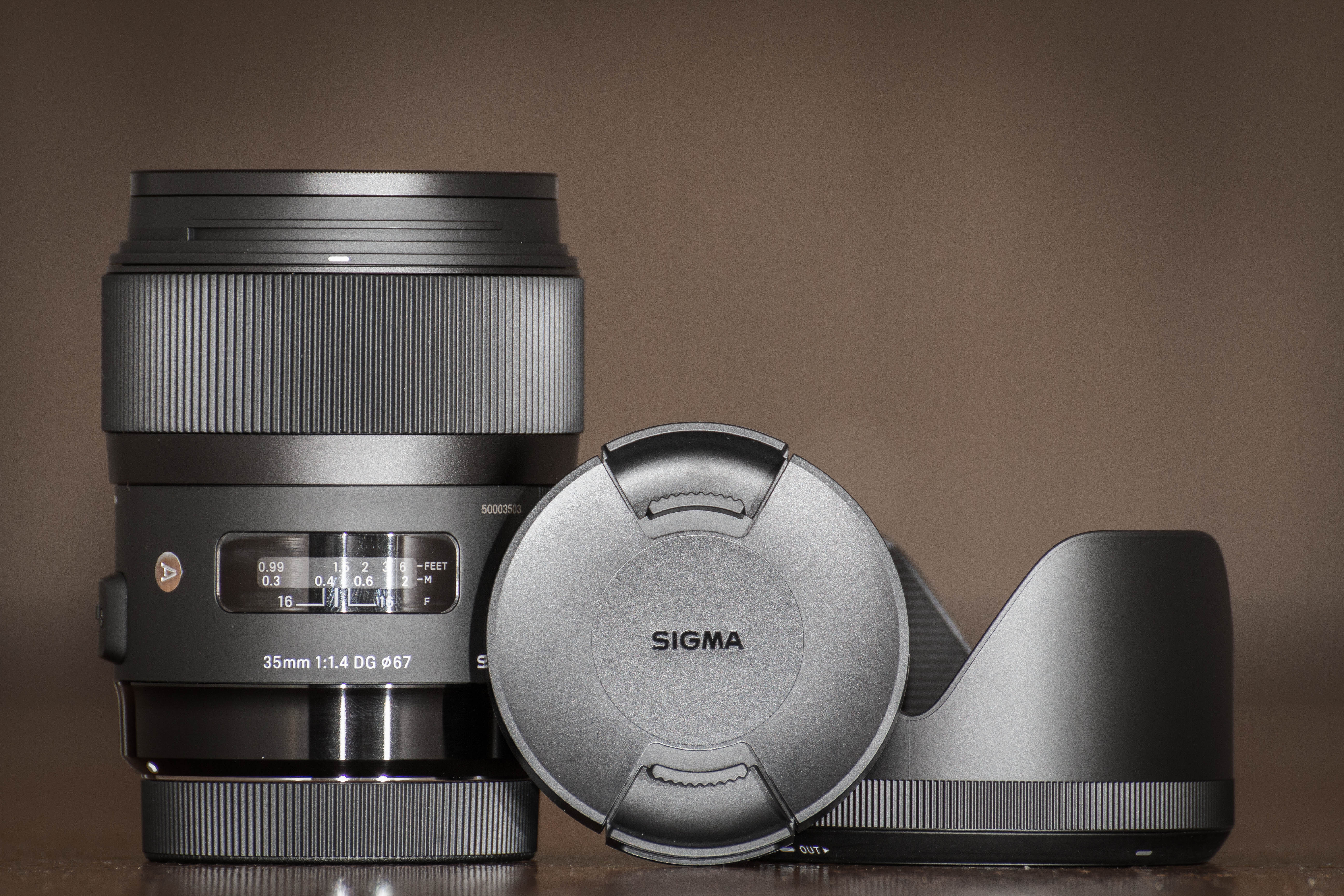
Festbrennweite 35 mm F1.4 DG HSM von Sigma

- 4,5 mm F2,8 EX DC Zirkular-Fisheye HSM
- 8 mm F3,5 EX DG Zirkular-Fisheye
- 8–16 mm F4,5-5,6 DC HSM
- 10 mm F2,8 EX DC Diagonal-Fisheye HSM
- 10-18 mm F2,8 DC DN [C]
- 10–20 mm F3,5 EX DC HSM
- 10–20 mm F4,0-5,6 EX DC / HSM
- 12–24 mm F4,5-5,6 DG HSM II
- 12–24 mm F4 DG HSM [A]
- 14 mm F1,4 DG DN [A]
- 14–24 mm F2,8 DG HSM [A]
- 14–24 mm F2,8 DG DN [A]
- 15 mm F1,4 DG DN Diagonal-Fisheye [A]
- 15 mm F2,8 EX DG Diagonal-Fisheye
- 16 mm F1,4 DC DN
- 17 mm F4,0 DG DN [C]
- 19 mm F2,8 DN (APS-C)
- 20 mm F1,4 DG DN [A]
- 20 mm F1,4 DG HSM [A]
- 20 mm F1,8 EX DG [A]
- 23 mm F1,4 DC DN [C]
- 24 mm F1,4 DG DN [A]
- 24 mm F1,4 DG HSM [A]
- 24 mm F1,8 EX DG Makro
- 24–35 mm F2 DG HSM [A]
- 28 mm F1,4 DG HSM [A]
- 28 mm F1,8 EX DG Makro
- 28-45 mm F1,8 DG DN [A]
- 35 mm F1,2 DG DN [A]
- 35 mm F1,4 DG DN [A]
- 35 mm F1,4 DG HSM [A]

#### Standard

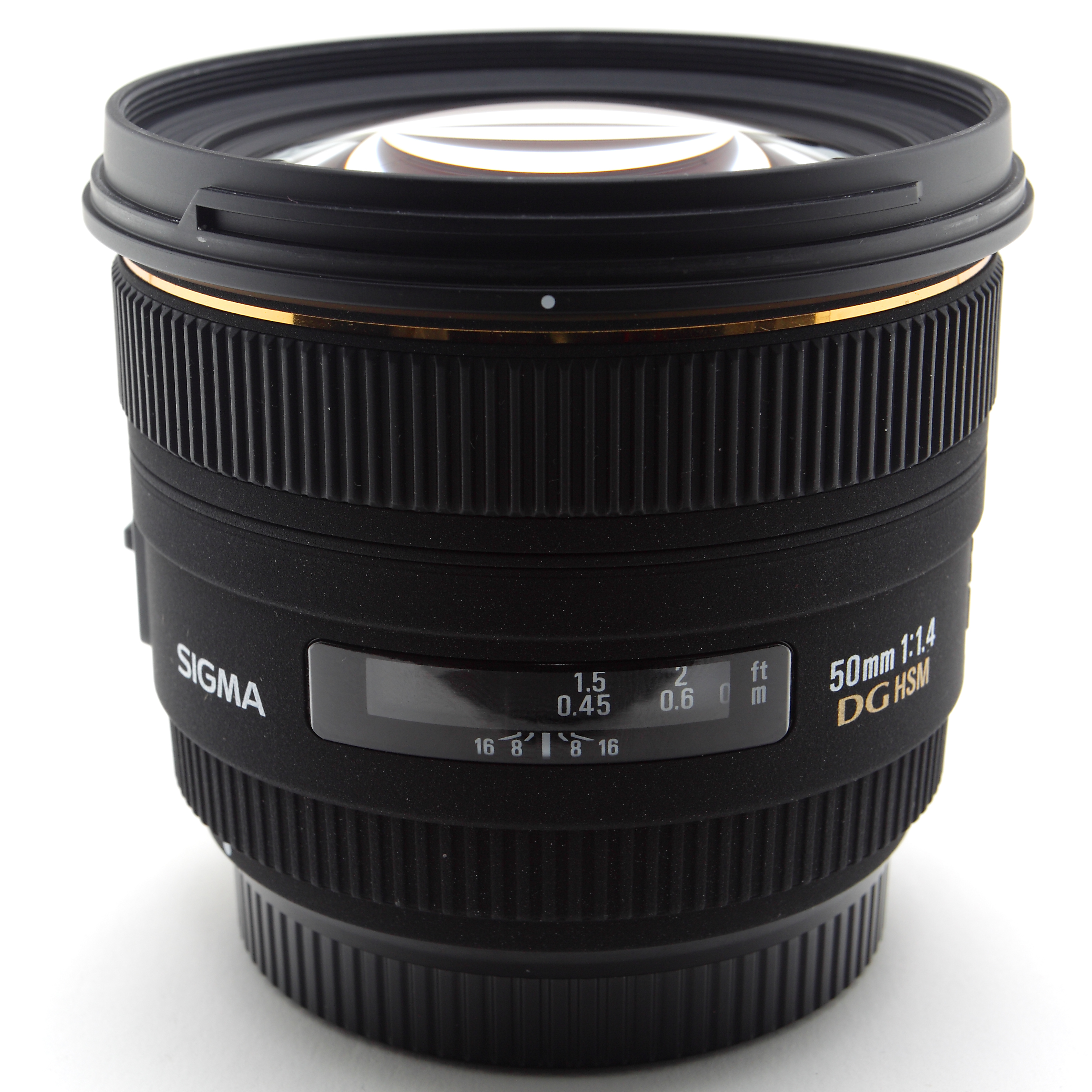
Standardobjektiv 50mm von Sigma

- 16–300 mm F3,5-6,7 DC OS [C]
- 17–50 mm F2,8 EX DC OS HSM
- 17–70 mm F2,8-4 DC Makro OS HSM [C]
- 18–35 mm F1,8 DC HSM
- 18–50 mm F2,8 DC DN [C]
- 18–200 mm F3,5-6,3 DC Makro OS HSM [C]
- 18–200 mm F3,5-6,3 II DC OS HSM
- 18–250 mm F3.5-6,3 DC Makro OS HSM
- 18–300 mm F3.5-6.3 DC Makro OS HSM [C]
- 24–70 mm F2,8 EX DG HSM
- 24–70 mm F2,8 DG DN [A]
- 24-70 mm F2,8 DG DN II [A]
- 24–105 mm F4 DG OS HSM [A]
- 28–70 mm F2,8 DG DN [C]
- 28-105 mm F2,8 DG DN [A]
- 30 mm F1,4 DC HSM
- 30 mm F1,4 DC DN
- 30 mm F2,8 DN (APS-C)
- 40 mm F1,4 DG HSM [A]
- 45 mm F2,8 DG DN [C]
- 50 mm F1,2 DG DN [A]
- 50 mm F1,4 DG DN [A]
- 50 mm F1,4 DG HSM [A]
- 50 mm F1,4 EX DG HSM
- 50 mm F2 DG DN [C]
- MAKRO 50 mm F2,8 EX DG

#### Teleobjektive

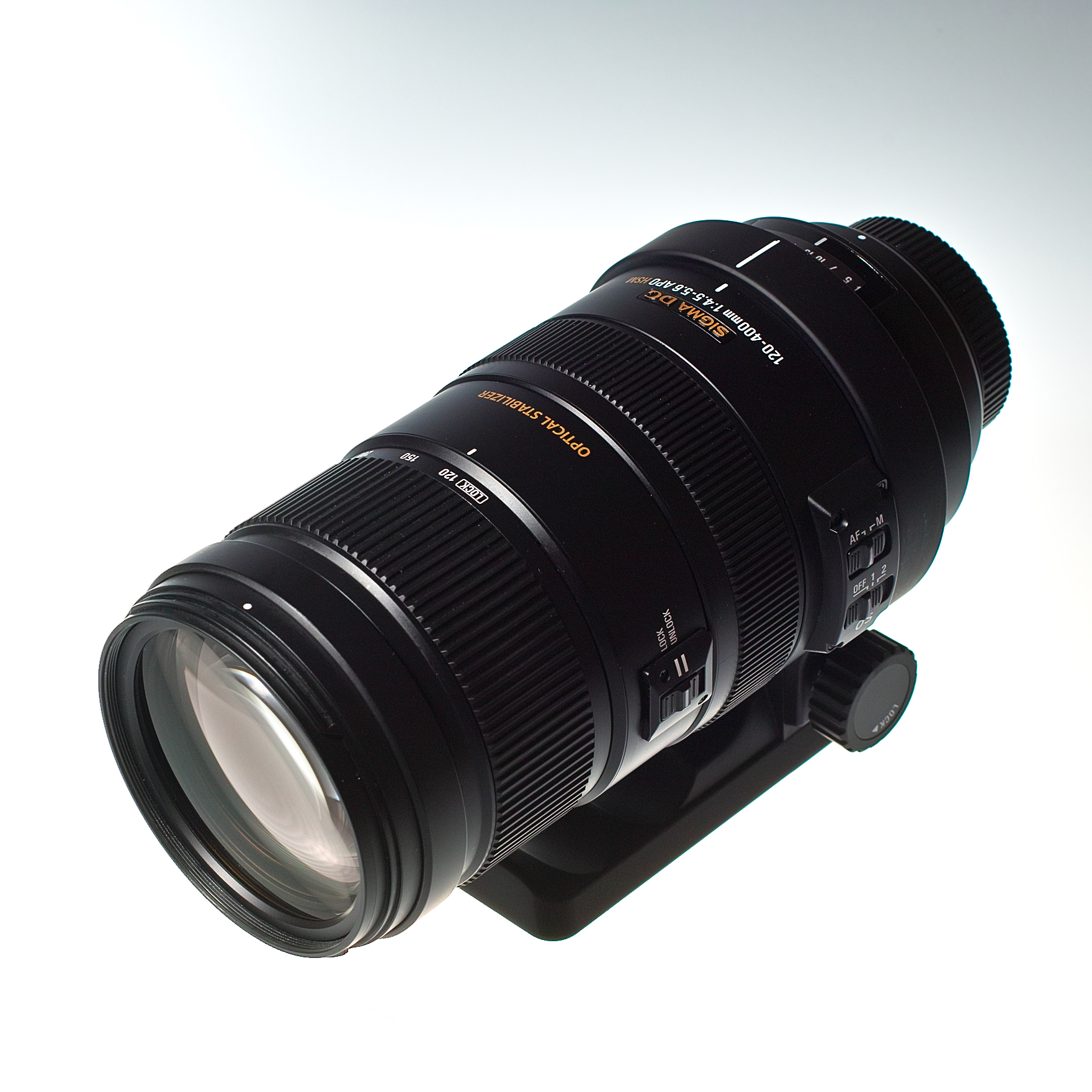
Teleobjektiv 120–400 mm F4,5–5,6 DG OS HSM von Sigma

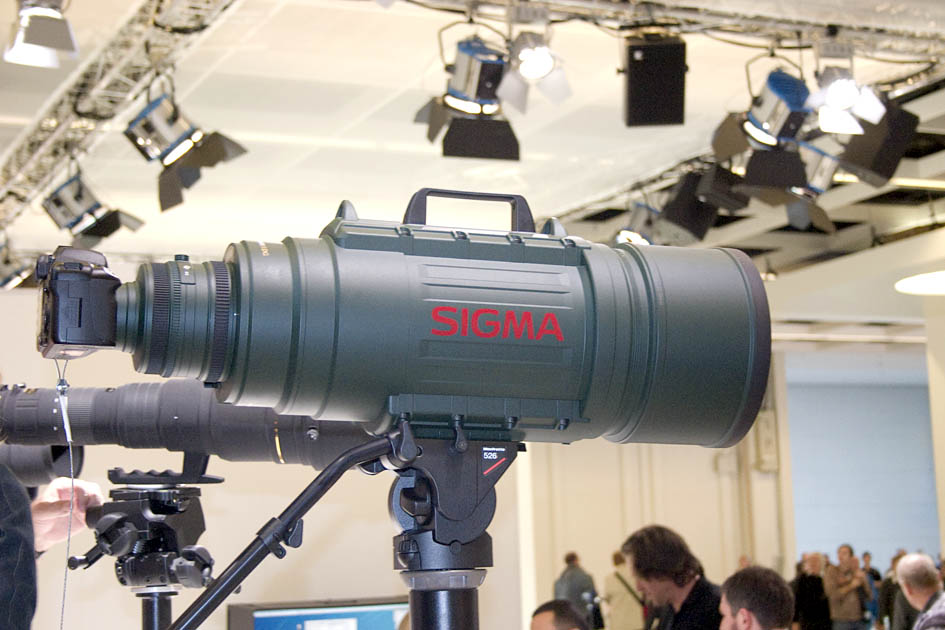
Superteleobjektiv Sigma 200–500 mm F2,8 EX DG

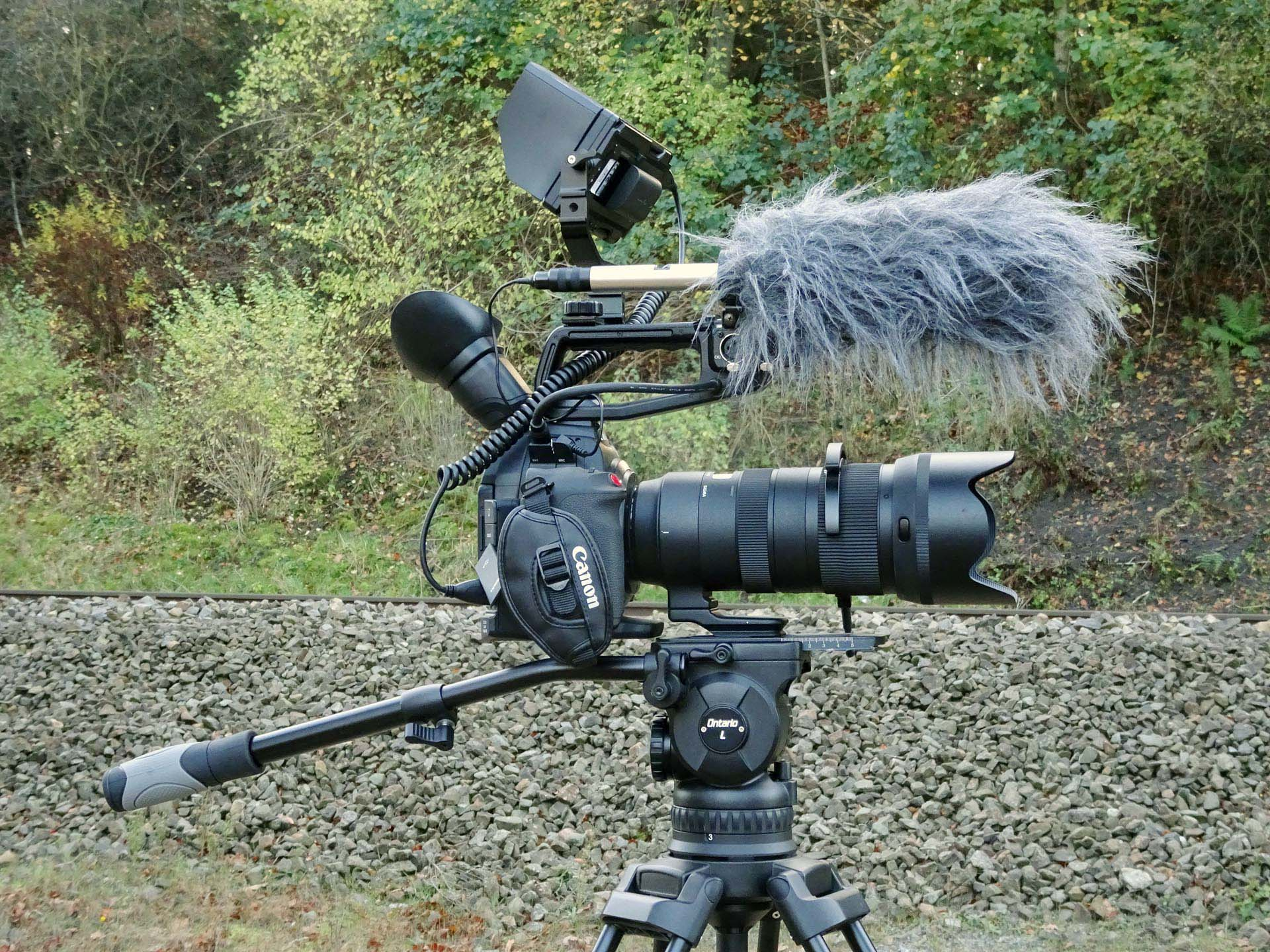
Teleobjektiv 70–200 mm F2,8 EX DG OS HSM Sports im Einsatz an einer Videokamera Canon EOS C100 Mk II

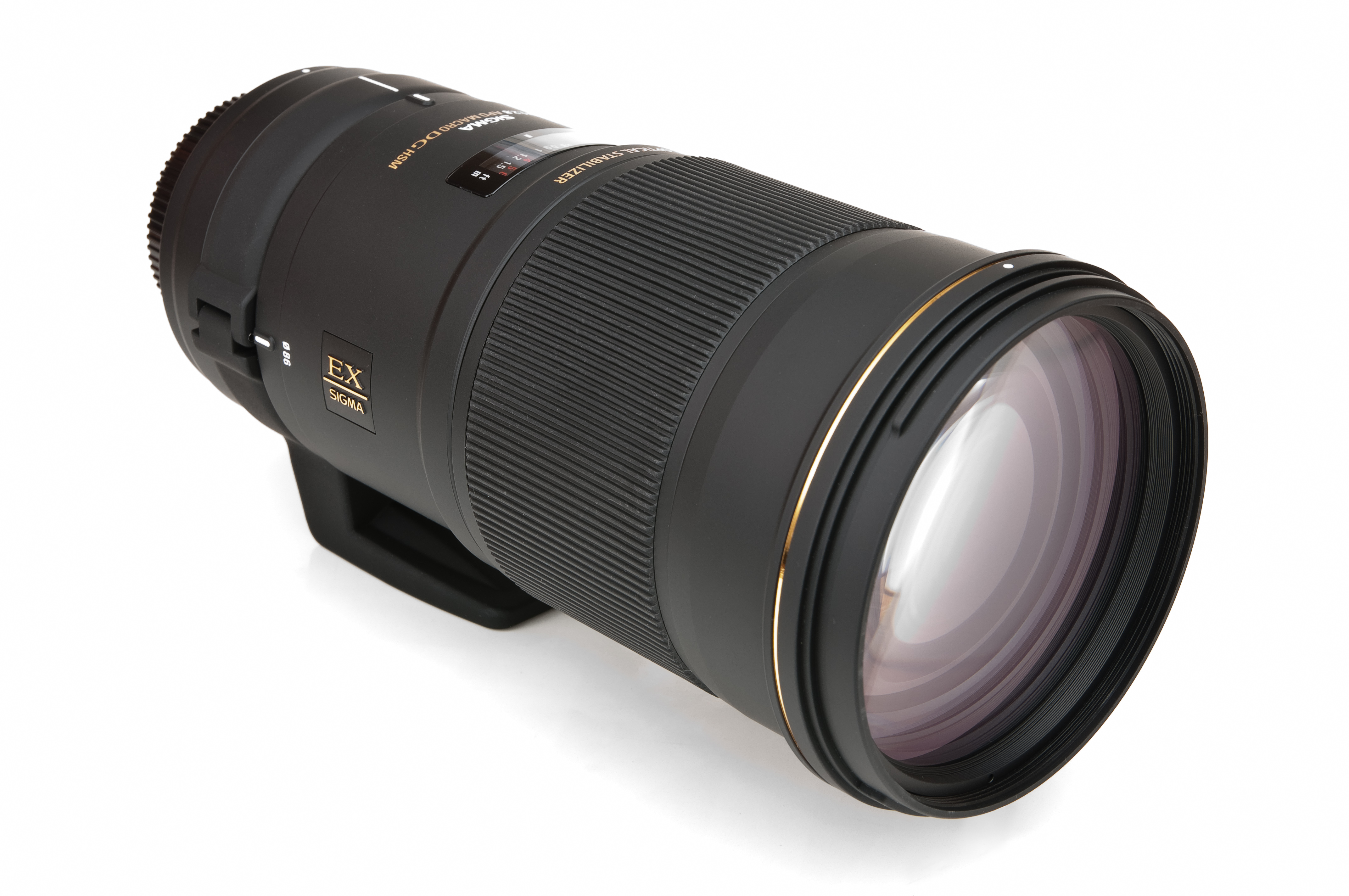
Das Sigma 180mm Makro-Objektiv

- 50–100 mm F1,8 DC HSM [A]
- 50–150 mm F2,8 EX DC OS HSM
- 50–200 mm F4,0-5.6 DC OS HSM
- 50–500 mm F4,5-6,3 DG OS HSM
- 56 mm F1,4 DC DN
- 60 mm F2,8 DN (APS-C)
- 60-600 mm F4,5-6,3 DG OS HSM
- MAKRO 70 mm F2,8 EX DG
- 70–200 mm F2,8 EX DG OS HSM
- 70-200 mm F2,8 DG DN OS [S]
- 70–300 mm F4,0-5,6 DG APO Makro
- 70–300 mm F4,0-5,6 DG OS
- 70–300 mm F4,0-5,6 DG Makro
- 85 mm F1,4 EX DG HSM
- 85 mm F1,4 DG HSM [A]
- 85 mm F1,4 DG DN [A]
- 105 mm F1,4 DG HSM [A]
- MAKRO 105 mm F2,8 EX DG OS HSM
- MAKRO 105 mm F2,8 DG DN [A]
- 120–300 mm F2,8 DG OS HSM [S]
- 120–400 mm F4,5-5,6 DG OS HSM
- 135 mm F1.8 DG HSM [A]
- MAKRO 150 mm F2.8 EX DG OS HSM
- 150–500 mm F5,0-6,3 DG OS HSM
- 150–600 mm F5,0-6,3 DG OS HSM [C]
- 150–600 mm F5,0-6,3 DG OS HSM [S]
- MAKRO 180 mm F2.8 EX DG OS HSM
- 200–500 mm F2,8 EX DG
- 300 mm F2,8 EX DG / HSM
- 300-600 mm F4,0 DG OS [S]
- 300–800 mm F5,6 EX DG HSM
- 500 mm F4,5 EX DG / HSM
- 800 mm F5,6 EX DG HSM

### Blitzgeräte

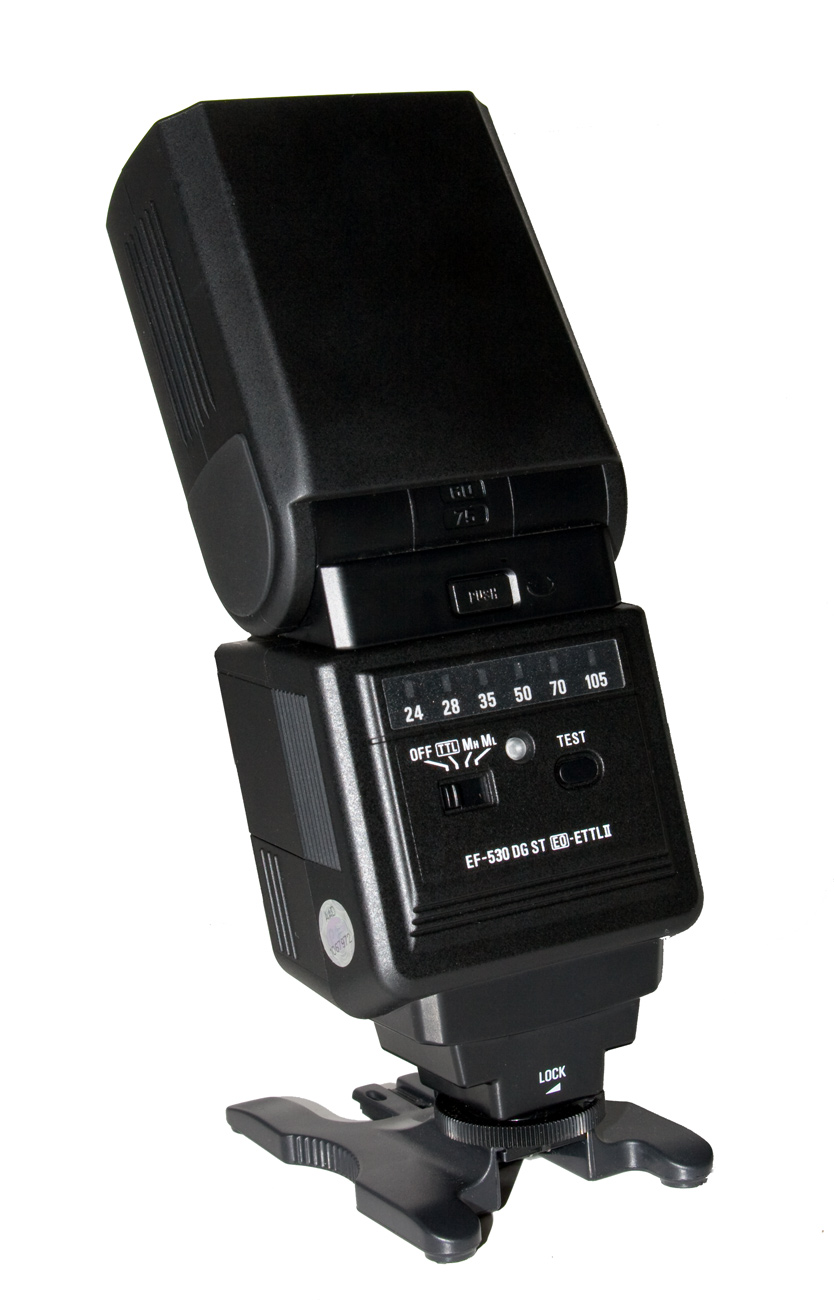
Das Vorgängermodell: Sigma EF-530 DG ST

Neben Objektiven bietet Sigma auch Blitze an. Diese können sowohl für Sigma-eigene als auch für die Kameras von Canon, Nikon, Sony und Pentax verwendet werden.
- EF 610 DG ST
- EF 610 DG Super
- EF 630 DG
- EM 140 DG

### USB-Dock
Mithilfe des USB-Docks können individuelle Anpassungen vorgenommen werden. Zusammen mit einer speziellen Software kann die Objektiv-Firmware aktualisiert oder auch die Fokusparameter angepasst werden. Außerdem können bei Objektiven aus der Sports-Produktlinie zusätzlich die Autofokus-Geschwindigkeit, der Fokussierbereichsbegrenzer oder die OS-Funktion geändert werden. Der USB-Dock funktioniert nur mit den Objektiven der neuen Produktlinien Art, Contemporary oder Sport.

## Software

### Sigma Photo Pro
Mit der Software Sigma Photo Pro können Bildbearbeitung und Konvertierung von RAW- in JPEG- oder TIFF-Dateien bei allen Kameras der SD-Reihe, DP-Reihen und dp-quattro-Reihe durchgeführt werden.

### Sigma Capture Pro
Sigma Capture Pro ermöglicht den Fotografen, die SD1 und SD1 Merrill Kamera mit dem Computer zu verbinden und über diesen die Kameraeinstellungen und Aufnahmen aus der Ferne zu steuern.
Die Software steht allen Windows-Benutzern (Windows XP (SP2 oder höher), Windows Vista oder Windows 7 oder höher) und Mac-Benutzern (Mac OS X Ver. 10.5 oder höher) in Version 1.1.1 kostenlos zur Verfügung. Version 1.2.0 liegt für Windows 7 bis 10 und macOS 10.8-10.11 vor.

### Sigma Optimization Pro
Sigma Optimization Pro ist eine spezielle, kostenlose Software, die es ermöglicht, Objektive der neuen Produktlinien über den Sigma USB-Dock mit einem Computer zu verbinden und die Firmware des jeweiligen Objektivs zu aktualisieren, den Fokuspunkt für 4 unterschiedliche Entfernungen (bei Zoomobjektiven auch bis zu 4 unterschiedliche Brennweiten) fein einzustellen oder weitere Funktionen wie Vibrationsreduktion und Ansprechempfindlichkeit des manuellen Fokus anzupassen. Aktuell ist die Version 1.7 für Windows 7-10 und macOS 10.8-11.
Um die Objektive der drei Sigma-Produktlinien (Contemporary, Art und Sports) mit der Software einzustellen, wird das Sigma USB-Dock UD-01 benötigt.

## Service

### Anschluss-Wechsel-Service
Seit September 2013 können Kunden im Rahmen des „Anschluss-Wechsel-Service“ Objektive der Contemporary-, Art- und Sports-Produktlinie auf ein anderes Anschlusssystem umbauen lassen. Gegen eine Gebühr von 100 bis 325 Euro bzw. 100 bis 400 Franken werden alle relevanten Teile des Objektivs in Japan ausgetauscht, so dass es mit einer neuen Kamera genutzt werden kann. Damit soll es Fotografen, die ihr Kamerasystem wechseln, ermöglicht werden, ihre Sigma-Objektive problemlos weiterverwenden zu können.

### Garantie und Produktregistrierung

#### Deutschland
Kunden, die in Deutschland ein dort eingeführtes Objektiv kauften und es online registrieren, erhalten eine erweiterte 3-Jahres-Garantie von Sigma. Infolge der Kameraregistrierung werden Kunden über Aktionen, Firmware und Software Updates sowie Zubehörneuheiten per E-Mail informiert.

#### Schweiz
Bei in der Schweiz eingeführten Objektiven gilt seit 2009 eine lebenslange Garantie, die durch den Generalimporteur gewährleistet wird, eine jährliche kostenlose Reinigung und Kontrolle ist dabei inbegriffen. Eine Registrierung ist nicht notwendig. Dadurch soll der Graumarkt eingedämmt werden, auf deren Produkte der Kunde nur beim betreffenden Verkäufer die gesetzliche zweijährige Garantie in Anspruch nehmen darf. Die Objektive sind jedoch etwa 20 % teurer im Vergleich zu Objektiven für den deutschen Markt – im Vergleich dazu sind Canon- und Nikon-Objektive in der Schweiz günstiger als in Deutschland.

### Leihservice
Für Kunden, die nicht gleich ein bestimmtes Produkt kaufen wollen, bietet Sigma beziehungsweise deren Generalimporteure in verschiedenen Ländern einen Leihservice an. Aktuelle Kameras und Objektive können bis zu vier Wochen ausgeliehen und gegen eine Gebühr getestet werden.

### Reparaturservice
Das Unternehmen, deren Niederlassungen oder deren Generalimporteure bieten Reparaturservices an, an welchen im Schadensfall Service- bzw. Reparaturarbeiten an Sigma-Produkten durchgeführt werden können.